# Rubanîi Mist, Novomîrhorod
Rubanîi Mist (în ucraineană Рубаний Міст) este localitatea de reședință a comunei Rubanîi Mist din raionul Novomîrhorod, regiunea Kirovohrad, Ucraina. În secolul al XIX-lea, satul făcea parte din volostul Zlatopil, uezdul Ciîhîrîn.

## Demografie
Componența lingvistică a localității Rubanîi Mist
     Ucraineană (98,02%)
     Rusă (1,8%)
Conform recensământului din 2001, majoritatea populației localității Rubanîi Mist era vorbitoare de ucraineană (98,02%), existând în minoritate și vorbitori de rusă (1,8%).